# Вірменія на літніх Олімпійських іграх 2020
Вірменію на літніх Олімпійських іграх 2020 буде представлена 17 спортсменами у 8 видах спорту.

## Спортсмени
| Вид спорту     | Чоловіки | Жінки | Загалом |
| -------------- | -------- | ----- | ------- |
| Легка атлетика | 1        | 0     | 1       |
| Бокс           | 3        | 0     | 3       |
| Гімнастика     | 1        | 0     | 1       |
| Дзюдо          | 1        | 0     | 1       |
| Стрільба       | 0        | 1     | 1       |
| Плавання       | 1        | 1     | 2       |
| Важка атлетика | 1        | 1     | 2       |
| Боротьба       | 6        | 0     | 6       |
| Загалом        | 14       | 3     | 17      |

## Боротьба
Спортсменів — 6
Вільна боротьба
| Спортсмен      | Категорія | Кваліфікація       | 1/8 фіналу         | Чвертьфінал        | Півфінал           | Фінал              | Фінал |
| Спортсмен      | Категорія | Суперник Результат | Суперник Результат | Суперник Результат | Суперник Результат | Суперник Результат | Місце |
| -------------- | --------- | ------------------ | ------------------ | ------------------ | ------------------ | ------------------ | ----- |
| Арсен Арутюнян | до 57 кг  |                    |                    |                    |                    |                    |       |
| Вазген Теванян | до 65 кг  |                    |                    |                    |                    |                    |       |

Греко-римська боротьба
| Спортсмен       | Категорія | Кваліфікація       | 1/8 фіналу         | Чвертьфінал        | Півфінал           | Фінал              | Фінал |
| Спортсмен       | Категорія | Суперник Результат | Суперник Результат | Суперник Результат | Суперник Результат | Суперник Результат | Місце |
| --------------- | --------- | ------------------ | ------------------ | ------------------ | ------------------ | ------------------ | ----- |
| Армен Мелікян   | до 60 кг  |                    |                    |                    |                    |                    |       |
| Карен Асланян   | до 67 кг  |                    |                    |                    |                    |                    |       |
| Карапет Чалян   | до 77 кг  |                    |                    |                    |                    |                    |       |
| Артур Алексанян | до 97 кг  |                    |                    |                    |                    |                    |       |

## Бокс
Спортсменів — 3
Чоловіки
| Спортсмен       | Вагова категорія | Раунд 1/16         | Раунд 1/8          | Чвертьфінал        | Півфінал           | Фінал              | Фінал |
| Спортсмен       | Вагова категорія | Суперник Результат | Суперник Результат | Суперник Результат | Суперник Результат | Суперник Результат | Місце |
| --------------- | ---------------- | ------------------ | ------------------ | ------------------ | ------------------ | ------------------ | ----- |
| Корин Согомонян | Найлегша         |                    |                    |                    |                    |                    |       |
| Оганес Бачков   | Легка            |                    |                    |                    |                    |                    |       |
| Арман Дарчінян  | Середня          |                    |                    |                    |                    |                    |       |

## Важка атлетика
Спортсменів — 2
| Спортсмен         | Категорія | Ривок | Ривок | Ривок | Поштовх | Поштовх | Поштовх | Всього | Місце |
| Спортсмен         | Категорія | 1     | 2     | 3     | 1       | 2       | 3       | Всього | Місце |
| ----------------- | --------- | ----- | ----- | ----- | ------- | ------- | ------- | ------ | ----- |
| Симмон Мартиросян | до 109 кг |       |       |       |         |         |         |        |       |
| Ізабелла Яйлян    | до 59 кг  |       |       |       |         |         |         |        |       |

## Гімнастичні види спорту

### Спортивна гімнастика
Спортсменів — 1
| Спортсмен    | Змагання           | Кваліфікація  | Кваліфікація | Кваліфікація | Кваліфікація    | Кваліфікація     | Кваліфікація | Кваліфікація | Кваліфікація | Фінал         | Фінал | Фінал  | Фінал           | Фінал            | Фінал       | Фінал   | Фінал |
| Спортсмен    | Змагання           | Вільні вправи | Кінь         | Кільця       | Опорний стрибок | Паралельні бруси | Перекладина  | Загалом      | Місце        | Вільні вправи | Кінь  | Кільця | Опорний стрибок | Паралельні бруси | Перекладина | Загалом | Місце |
| ------------ | ------------------ | ------------- | ------------ | ------------ | --------------- | ---------------- | ------------ | ------------ | ------------ | ------------- | ----- | ------ | --------------- | ---------------- | ----------- | ------- | ----- |
| Артур Давтян | абсолютна першість |               |              |              |                 |                  |              |              |              |               |       |        |                 |                  |             |         |       |

## Дзюдо
Спортсменів — 1
| Спортсмен           | Дисципліна | Раунд 1/64         | Раунд 1/32         | Раунд 1/16         | Чвертьфінал        | Втішний поєдинок   | Півфінал           | Фінал              | Фінал |
| Спортсмен           | Дисципліна | Суперник Результат | Суперник Результат | Суперник Результат | Суперник Результат | Суперник Результат | Суперник Результат | Суперник Результат | Місце |
| ------------------- | ---------- | ------------------ | ------------------ | ------------------ | ------------------ | ------------------ | ------------------ | ------------------ | ----- |
| Фердінанд Карапетян | до 73 кг   |                    |                    |                    |                    |                    |                    |                    |       |

## Легка атлетика
Спортсменів — 1
Трекові і шосейні дисципліни
| Спортсмен          | Дисципліна        | Чвертьфінал | Чвертьфінал | Півфінали | Півфінали | Фінал     | Місце |
| Спортсмен          | Дисципліна        | Результат   | Місце       | Результат | Місце     | Результат | Місце |
| ------------------ | ----------------- | ----------- | ----------- | --------- | --------- | --------- | ----- |
| Крістіна Алвертсян | біг на 100 метрів |             |             |           |           |           |       |

## Плавання
Спортсменів — 2
| Спортсмен          | Дисципліна                | Попередній заплив | Попередній заплив | Півфінал | Півфінал | Фінал | Фінал |
| Спортсмен          | Дисципліна                | Час               | Місце             | Час      | Місце    | Час   | Місце |
| ------------------ | ------------------------- | ----------------- | ----------------- | -------- | -------- | ----- | ----- |
| Артур Барсегян     | 50 метрів вільним стилем  |                   |                   |          |          |       |       |
| Варсенік Манухарян | 100 метрів вільним стилем |                   |                   |          |          |       |       |

## Стрільба
Спортсменів — 1
| Спортсмен         | Дисципліна                  | Кваліфікація | Кваліфікація | Фінал | Фінал |
| Спортсмен         | Дисципліна                  | Очки         | Місце        | Очки  | Місце |
| ----------------- | --------------------------- | ------------ | ------------ | ----- | ----- |
| Ельміра Карапетян | пневматичний пістолет, 10 м |              |              |       |       |